# ミンスク議定書

ミンスク議定書の後に出た覚書によって設置された緩衝地帯の地図

ミンスク議定書（ミンスクぎていしょ、英語: Minsk Protocol, ロシア語: Минский протокол, ウクライナ語: Мінська угода）は、2014年9月5日にウクライナ、ロシア連邦、ドネツク人民共和国、ルガンスク人民共和国が調印した、ドンバス地域における戦闘（ドンバス戦争）の停止について合意した文書。これは欧州安全保障協力機構（OSCE）の援助の下、ベラルーシのミンスクで調印された。以前から行われていたドンバス地域での戦闘停止の試みに添い、即時休戦の実施を合意している。しかしドンバスでの休戦は失敗した。
2015年2月11日にはドイツとフランスの仲介によりミンスク2が調印された。ロシア・ウクライナ危機が対立の激しさを増し、2022年2月21日にロシアのウラジーミル・プーチン大統領はドンバス地域の独立を承認し、翌22日の会見で、ミンスク合意は長期間履行されずもはや合意そのものが存在していない、として破棄された。24日にはウクライナの非軍事化を目的とした特別軍事活動を承認し、ロシア軍によるウクライナへの全面侵攻が開始された。
2022年12月7日、ドイツの『ツァイト』誌に掲載されたインタビューのなかで、ドイツのアンゲラ・メルケル前首相が、「2014年のミンスク合意は、ウクライナに時間を与えるための試みだった。また、ウクライナはより強くなるためにその時間を利用した」と述べた。そして、ミンスク合意やミンスク2によって時間を稼いだことにより、ロシア側からの侵略は度々あったものの、アメリカを始めとする西側諸国からの様々な軍事的支援を受け取ったり、ウクライナ軍やウクライナ国家親衛隊に対し軍事訓練を施したりすることが可能となった。

## 調印までの過程と草稿
議定書はウクライナ、ロシア、OSCEの代表で構成された3カ国連絡グループが作成した。このグループは東西ウクライナ間での紛争の解決と対話を円滑にするために6月に設置された。 ドネツクとルガンスクからの離脱者の非公式代表が加わったグループの会議が、7月31日、8月26日、9月1日、9月5日に行われた。9月5日に調印された議定書の詳細部分は、大部分がポロシェンコが6月20日に出した「15か条の講和案」に類似していた。
文書に署名した代表は次のとおりである。
- OSCE代表 ハイジ・タリアヴィーニ（英語版）（スイス外交官）
- ウクライナ代表 レオニード・クチマ（元ウクライナ大統領）
- ロシア代表 ミハイル・ズラボフ（在ウクライナ・ロシア大使）
- ドネツク代表 アレクサンドル・ザハルチェンコ（共和国閣僚評議会議長）
- ルガンスク代表 イゴール・プロトニツキ（英語版）（共和国首長代行）

## 議定書の内容
議定書の項目は12個である。
1. 双方即時停戦を保証すること。
2. OSCEによる停戦の確認と監視を保証すること。
3. ウクライナ法「ドネツク州及びルガンスク州の特定地域の自治についての臨時令」の導入に伴う地方分権。
4. ウクライナとロシアの国境地帯にセキュリティゾーンを設置し、ロシア・ウクライナ国境の恒久的監視とOSCEによる検証を確実にすること。
5. 全ての捕虜及び違法に拘留されている人物の解放。
6. ドネツク州及びルガンスク州の一部地域で発生した出来事に関連する人物の刑事訴追と刑罰を妨げる法律。
7. 包括的な国内での対話を続けること。
8. ドンバスにおける人道状況を改善させる手段を講じること。
9. ウクライナ法「ドネツク州及びルガンスク州の特定地域の自治についての臨時令」に従い、早期に選挙を行うこと。
10. 違法な武装集団及び軍事装備、並びに兵士及び傭兵をウクライナの領域から撤退させること。
11. ドンバス地域に経済回復と復興のプログラムを適用すること。
12. 協議への参加者に対して個人の安全を提供すること。

## 議定書の後に出された覚書
ミンスク議定書の調印から2週間の間、双方の勢力が休戦規定にたびたび違反した。ミンスクで会談が続けられ、議定書に続く覚書が2014年9月19日に調印された。この覚書は議定書の履行を明らかにした。調停の手段の中で合意されたのは次のとおりである。
- 両国の国境線から15 kmまで範囲から重火器を撤去し、30 kmの緩衝地帯を作ること。
- 攻撃行動の禁止。
- セキュリティゾーン上での軍用機での戦闘の禁止。
- 全ての外国人傭兵を紛争地帯から撤収させること。
- ミンスク議定書の履行を監視するためOSCEの作戦を開始すること。

## 影響
覚書が出た後、第二次ドネツク空港の戦いが勃発し、両勢力はお互いに停戦違反を非難した。10月後半、ドネツクの首相で議定書に署名したアレクサンドル・ザハルチェンコは、ウクライナ軍が2014年7月の攻勢で占領した地域をドネツク軍が奪還するだろう、そしてドネツク軍はそこで「激戦」を行うことを厭わないだろうと述べた。 その後、ザハルチェンコは自分の発言が誤って引用され、この地域は「平和的手段」によって獲得されることを意味していたと述べた。
議定書に違反したドネツクとルガンスクによる11月2日の選挙期間中に、ザハルチェンコは「歴史的時代だ。我々は新しい国を創っている！　これは非常識な目標だ」と述べた。OSCE議長のディディエ・ビュルカルテは、選挙が「ミンスク議定書の文面と精神への反抗」のために実施されていることを確認し、「より一層履行を難しくする」だろうと述べた。
12月5日にロシアのセルゲイ・ラブロフ外相は、11月2日のドネツクとルガンスクでの選挙は「完全にミンスクで協議されてきたことの範囲内」であり、ウクライナ議会は10月後半のウクライナ議会選挙の後、ドネツクとルガンスクの指導者に対する恩赦の法案を可決することになっていた、と述べた。ラブロフによれば、ミンスク議定書に規定されたロシア・ウクライナ国境の綿密な監視は、恩赦法案の成立後にのみ初めて実施可能になるという。彼は、ドンバスの分離主義者の戦闘員の刑事訴追を禁じるウクライナの大統領令が9月16日に出されたと思ったが、その法案を「覆すことを提案する法案が今提出された」と述べた。

## 議定書の失敗
2015年1月までにミンスク議定書による停戦は完全に崩壊した。議定書に反するドネツク国際空港の戦闘での分離主義者の勝利に続いて、ドネツクのエデゥワルト・ バスリン報道官は「ミンスク覚書は採択された内容では斟酌されないだろう」と述べた。その日の遅く、ドネツクの指導者アレクサンドル・ザハルチェンコは、ドネツクは「停戦の協議をこれ以上試みない」、またドネツク軍は「ドネツクの国境直前まで攻撃する」と述べた。ニューヨーク・タイムズによると停戦は「本当に全て消えて無くなった」。
紛争地帯での戦闘が激しくなる中、ミンスクでは1月31日に別の会談が予定されていた。 3カ国連絡グループのメンバーはミンスクを訪れてドネツクとルガンスクの代表と会合した。ドネツクとルガンスクの指導者たちは出席せず、出席した代表者たちは議定書と覚書の履行について議論することができなかった。彼らは議定書と覚書の改定を求めた。会議は何の結果も残さず延期された。

## ミンスク2
「ミンスク2」と呼ばれる、ドンバスでの戦闘の停止を意図する新しい一連の措置はドイツとフランスの仲介によって2015年2月12日に合意された。 内容は、ウクライナと分離独立派双方の武器使用の即時停止、ウクライナ領内の不法武装勢力や戦闘員・傭兵の撤退、 ドンバスの「ドネツク人民共和国」と「ルガンスク人民共和国」 の特別な地位に関する法律の採択、及び選挙の実施などである 。2015年2月15日の東部標準時0:00に停戦が発動された後、分離派はデバルツェヴェに対する激しい攻撃を継続させた。ロイターは停戦をデバルツェヴェにおける「死産」と表現している。ウクライナ軍は2月18日にデバルツェヴェからの撤退を強いられ、分離主義者が街を支配したままになっていた。2021年10月末にウクライナ軍はトルコ製攻撃ドローン「バイラクタルTB2」を使用し、 ドネツク州の都市近郊で分離独立派の武装組織を攻撃した。ロシアはこれをミンスク合意に反していると非難した。一方、ウクライナ側はこれは親ロシア派地域からの砲撃への反撃としている。この数日後、ロシア陸軍の戦車がウクライナ国境付近に配備されロシア・ウクライナ危機に発展した。2022年2月21日にロシアのウラジーミル・プーチン大統領は 「ドネツク人民共和国」と「ルガンスク人民共和国」の独立を承認し、EUはこれをミンスク合意に反していると非難した。